# Осиновка (Демянский район)
Оси́новка — деревня в Демянском районе Новгородской области России. Входит в состав Полновского сельского поселения.

## История
В 1963 году указом Президиума Верховного Совета РСФСР деревня Жабье переименована в Осиновку.

## Население
| 2010 |
| ---- |
| 10   |

## Улицы
- пер. Замошенка,
- пер. Зелёный,
- ул. Центральная.